# IC 1655
IC 1655 је расијано звјездано јато у сазвјежђу Тукан које се налази на листи објеката дубоког неба у Индекс каталогу.
Деклинација објекта је - 71° 19' 54" а ректасцензија 1h 11m 53,8s. IC 1655 је још познат и под ознакама ESO 51-SC23.